# William Bimbia
William Bimbia (ur. jako Bile) – wódz i król afrykańskiego plemienia Isubu, które żyło w krainie Bimbia na wybrzeżu współczesnego Kamerunu. Swoje ziemie William sprzedał brytyjskiemu misjonarzowi Alfredowi Sakerowi, który założył na nich osadę Victoria (obecne Limbé) i utworzył brytyjski Protektorat Zatoki Ambas.